# هاکوب مارکوسیان
هاکوب آرتاشسی مارکوسیان (ارمنی: Հակոբ Արտաշեսի Մարկոսյան؛  زادهٔ ۲۰ سپتامبر ۱۹۰۴ - درگذشته ۲۱ اکتبر ۱۹۷۲) فیزیولوژیست، استاد اهل ارمنستان بود.

## زندگی‌نامه
وی در ۲۰ سپتامبر [سبک قدیمی: ۷ سپتامبر] ۱۹۰۴ در آلکساندراپول به دنیا آمد و از دانشگاه دولتی آموزشی مسکو (۱۹۳۴) فارغ‌التحصیل گشت. وی عضو آکادمی علوم روسیه بود. همچنین برندهٔ جوایزی همچون نشان پرچم سرخ کار و نشان برجسته افتخار شده است. وی در ۲۱ اکتبر ۱۹۷۲ در سن ۶۸ سالگی در مسکو درگذشت و در آرامستان واگانکوفسکوی به خاک سپرده شد

## یادداشت
1. ↑  Վագանկովյան գերեզմանատուն
2. ↑  կենսաբանական գիտությունների դոկտոր
3. ↑  Research Institute of Physiology of Children and Adolescents of the Academy of Pedagogical Sciences of the USSR